# Megascops barbarus
Megascops barbarus là một loài chim trong họ Strigidae.